# شهرستان مانتوروفسکی (استان کورسک)
شهرستان مانتوروفسکی (به لاتین: Manturovsky District) یک شهرستان در روسیه است که در استان کورسک واقع شده‌است.